# 박남선
박남선(1954년~)은 대한민국의 사회 운동가로, 5·18 광주 민주화 운동 당시 시민군 기획실장이었다.

## 개요
1954년 대한민국 전라남도 광주시 (현 광주광역시)에서 태어났다. 1980년 5·18 광주 민주화 운동 당시 시민군 기획실장을 맡았다. 항쟁이 끝나는 날인 5월 27일에 구 전라남도청에서 시민군을 지휘하였으나, 결국 패배하여 항쟁이 끝남과 동시에 계엄군에게 체포당했다. 1987년 6월 민주 항쟁이 끝나자 가석방 된 것으로 추정된다.